# Chú cừu Shaun
Chú cừu Shaun (tựa gốc tiếng Anh: Shaun the Sheep, còn có tên gọi khác là Những chú cừu thông minh) là một bộ phim hoạt hình tĩnh vật hài không lời nói của Anh dành cho trẻ em và là spin-off của loạt phim Wallace và Gromit. Nhân vật chính là Shaun, một chú cừu trước đây đã xuất hiện trong phim ngắn năm 1995 A Close Shave và phim ngắn Shopper 13 từ loạt phim năm 2002 Wallace and Gromit's Cracking Contraptions. Bộ phim tập trung vào cuộc phiêu lưu của anh tại một trang trại ở Bắc Anh với tư cách là thủ lĩnh bầy đàn của mình.
Bộ phim được phát sóng lần đầu tiên trên kênh CBBC của Anh vào ngày 5 tháng 3 năm 2007 và đã được phát sóng ở 180 quốc gia. Bao gồm 170 tập phim dài bảy phút. Phần thứ năm có 20 tập và được phát sóng lần đầu tiên tại Hà Lan từ ngày 1 tháng 12 năm 2015 đến ngày 1 tháng 1 năm 2016 và ở Úc trên ABC Kids từ ngày 16 tháng 1 năm 2016 đến ngày 1 tháng 5 năm 2016. Tại Hoa Kỳ, một loạt phim ngắn Chú cừu Shaun đã được phát sóng giữa thời gian dành cho quảng cáo trên Disney Channel bắt đầu từ ngày 8 tháng 7 năm 2007.
Bộ phim đã truyền cảm hứng cho phần spin-off Chuyện của cừu Timmy, một bộ phim nhắm đến đối tượng khán giả nhỏ tuổi theo chân em họ của Shaun. Một bộ phim dài, Shaun the Sheep Movie, được phát hành rạp vào ngày 6 tháng 2 năm 2015. Một tập đặc biệt dài 30 phút, Chú cừu Shaun: Lạc đà siêu quậy,  được phát sóng vào năm 2015 dưới dạng chương trình truyền hình đặc biệt về Giáng sinh.  Phim điện ảnh thứ hai, Shaun the Sheep Movie: Người bạn ngoài hành tinh, được công chiếu vào ngày 18 tháng 10 năm 2019. Tập đặc biệt thứ hai, Shaun the Sheep: The Flight Before Christmas được phát hành trên Netflix vào ngày 3 tháng 12 năm 2021.
Vào năm 2020, loạt phim này chuyển sang Netflix cho phần thứ sáu, với phụ đề Adventures from Mossy Bottom, phần thứ sáu đã được phát sóng trên CBBC vào năm 2022. Phần thứ bảy đang được phát triển.

## Nội dung
Shaun, một chú cừu thông minh khác thường, sống cùng đàn của mình tại Trang trại Mossy Bottom (cái tên này có thể được nhìn thấy trong hầu hết các phần mở đầu), một trang trại nhỏ truyền thống ở miền bắc nước Anh. Mỗi tập phim xoay quanh những nỗ lực của Shaun nhằm tạo thêm hứng thú cho cuộc sống lẽ ra nhàm chán của họ. Những quả cầu tuyết hành động trở thành những cuộc phiêu lưu tuyệt vời theo phong cách sitcom, thường là do những chú cừu bị mê hoặc bởi công nghệ và văn hóa của con người.  Điều này thường khiến chúng hợp tác - và đôi khi xung đột - với chú chó chăn cừu Bitzer, trong khi tất cả chúng đều đồng thời cố gắng tránh bị người nông dân phát hiện.

## Các nhân vật

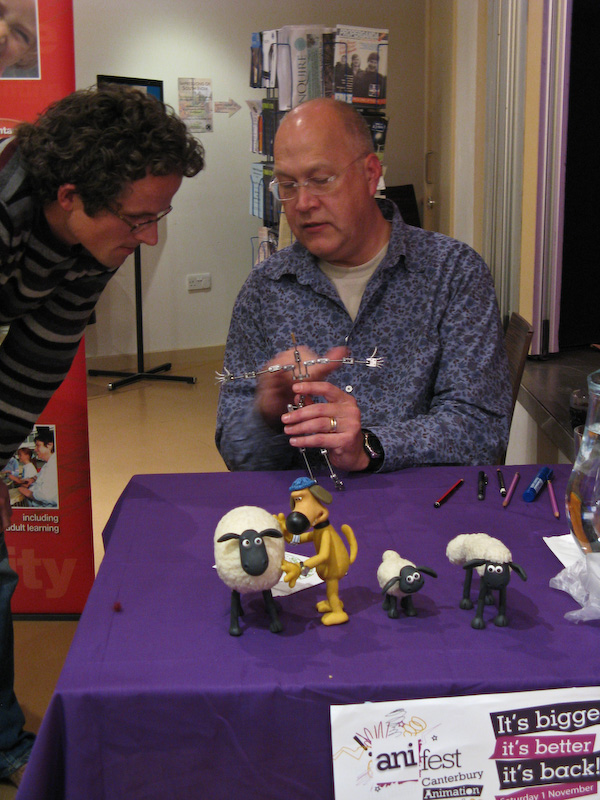
Đạo diễn của bộ, phim Richard Goleszowski tại Canterbury's Anifest 2008 với mô hình các con cừu chung, Bitzer, Timmy và Shaun

### Chính
- The Flock (đàn cừu) là một gia đình cừu lớn, hạnh phúc, dù có phần hơi ngốc nghếch. Chúng sống ở trang trại Mossy Bottom, và thuộc sở hữu của Người Nông Dân. Chúng thích chơi đùa và nghịch ngợm cùng nhau, mặc dù thường thì Shaun và Bitzer là người giải quyết mớ hỗn độn. Thiển cận và liều lĩnh, đàn cừu này có phần hơi ngốc nghếch, nhưng dưới sự quản lý và giám sát đúng mực của Shaun hoặc Bitzer, chúng có thể rất năng suất. Đôi khi chúng đã xây dựng và thiết kế một cách đáng kinh ngạc, cho thấy chúng không hề ngốc nghếch như vẻ bề ngoài. Chúng thường trông cậy vào Shaun để được hướng dẫn, mặc dù chúng hoàn toàn có khả năng nhận ra khi con đầu đàn lạc lối.

- Shaun (hiệu ứng giọng bởi Justin Fletcher) là nhân vật chính của bộ phim và là thủ lĩnh của đàn. Anh thông minh, tự tin và có xu hướng nghịch ngợm, nhưng cũng thành thạo trong việc giúp bản thân và/hoặc bạn bè của mình thoát khỏi điều đó. Vì không có đối thoại, giống như tất cả những con cừu, anh giao tiếp hoàn toàn bằng tiếng kêu be be và thường giải thích ý tưởng của mình cho đàn bằng cách vẽ sơ đồ trên bảng đen. Anh có một tình bạn tốt với Bitzer, mặc dù điều này không ngăn cản anh chơi khăm Bitzer đôi khi.
- Bitzer (hiệu ứng giọng bởi John Sparkes) là chó chăn cừu chịu đựng lâu dài nhưng trung thành của Người nông dân, mặc đồ đi làm với chiếc mũ len màu xanh lam, cổ áo màu đen, vòng tay dệt kim và đồng hồ đeo tay lớn trông như chính thức, mang theo bảng kẹp hồ sơ và đi thẳng hoặc bằng bốn chân khi cần thiết. Anh giao tiếp bằng tiếng sủa, tiếng gầm gừ và thỉnh thoảng thút thít. Anh cũng đưa ra chỉ dẫn cho đàn cừu bằng cách thổi còi. Anh đã từng mua một chiếc xe đạp cho mình và các phiên bản sau này chứng minh chiếc xe đạp này là một chiếc xe hai bánh BMW 365. Mặc dù có xu hướng bị bắt gặp đang nghe nhạc nhưng anh rất coi trọng công việc của mình, đến mức thỉnh thoảng để sức lực của mình tràn vào đầu.  Tuy nhiên, anh nói chung là một người bạn tốt của Shaun và cố gắng hết sức để giữ cho cả đàn không gặp rắc rối.
- Shirley (hiệu ứng giọng bởi Richard Webber) là thành viên lớn nhất trong đàn. Là chú cừu khổng lồ hiền lành, người ta thường thấy cô ăn uống một cách điềm tĩnh, mặc dù cô đủ đáng sợ để bảo vệ Shaun khỏi mèo Pidsley. Cô lớn đến mức những vật thể lớn thường xuyên biến mất trong bộ lông cừu của cô, và cô thường xuyên bị mắc kẹt, cần những con cừu khác đẩy, kéo hoặc thậm chí bắn cô ra khỏi rắc rối. Tuy nhiên, kích thước của cô cũng có thể rất hữu ích khi thứ cần thiết là một thanh đập hoặc vật thể bất động tương tự. Cô là một người tận tâm ăn uống, nhắm tới thức ăn một cách mù quáng, ngay cả khi ngay từ đầu nó thậm chí không phải là thức ăn. Kích thước của cô đến từ việc ăn uống, nhưng người ta đã chứng minh rằng bằng cách tuân theo chế độ ăn kiêng và tập thể dục, cô có thể trở nên gầy như Shaun.
- Timmy (hiệu ứng giọng bởi Justin Fletcher), Tên đầy đủ, Timothy, là con cừu duy nhất của đàn và do đó thường là trung tâm vô tội của sự hỗn loạn. Timmy thường cố gắng giống Shaun, anh họ của cậu. Tính cách của cậu thường tương phản: đôi khi cậu hành động có trách nhiệm và hiểu những gì những con cừu lớn hơn nói, những lần khác, cậu hành động như một đứa trẻ bình thường, khóc nức nở khi bị lấy đi thứ gì đó hoặc khiến cậu sợ hãi. Cậu là một đứa trẻ mới biết đi trong bộ phim và thường được nhìn thấy đang mút hình nộm. Loạt phim spin-off Chuyện của cừu Timmy ghi lại cuộc phiêu lưu của Timmy bên ngoài trang trại khi cậu đi học mẫu giáo.
- Mẹ của Timmy (hiệu ứng giọng bởi Kate Harbour) đeo dụng cụ uốn tóc trên búi tóc và hơi bất cẩn trong làm mẹ, thậm chí có lần còn sử dụng Timmy làm cọ vẽ hay giẻ lau tạm thời. Nhưng khi Timmy của cô lạc lối, cô không thể nguôi ngoai cho đến khi cậu được cô chăm sóc trở lại an toàn. Dù không rõ tên nhưng cô cũng là dì của Shaun.
- Nuts (hiệu ứng giọng bởi Andy Nyman) là một thành viên của The Flock, là một chú cừu khá lập dị nhưng hữu ích – và thường, giống như những con cừu còn lại trong đàn, luôn đồng hành và giúp đỡ Shaun. Điều khiến Nuts nổi bật so với những người khác là anh có hai mắt có kích thước khác nhau và chiếc mũi có hình dạng khác nhau.
- Hazel (hiệu ứng giọng bởi Emma Tate) là một thành viên của The Flock, là một con cừu nhút nhát, nhảy vào bất cứ điều gì nhỏ nhặt nhất và thường có thể nghe thấy tiếng kêu be be một cách lo lắng. Trong phần 1, khi đoàn lữ hành của Người nông dân tiến về thành phố, Hazel gần như không thể kiềm chế được nỗi sợ hãi của mình - tuy nhiên, khi cả đàn tham gia vào một cuộc truy đuổi gay gắt một đoàn lữ hành đang bỏ trốn, Hazel phát hiện ra rằng mình dũng cảm hơn nhiều so với những gì cô từng tưởng tượng. Cuối cùng cô học cách đối mặt với nỗi sợ hãi của mình khi ở thành phố lớn.
- The Twins (hiệu ứng giọng bởi Simon Greenall) là một cặp song sinh và là hai thành viên của The Flock với 1 người song sinh có khuôn mặt tròn hơn, trong khi người song sinh còn lại có đỉnh đầu gần như phẳng. Thường thì rắc rối sẽ tăng gấp đôi khi cặp đôi lông lá này dính vào. Khó mà phân biệt được, họ luôn sẵn sàng cho một cuộc phiêu lưu, vậy nên khi Shaun gợi ý một ngày đi chơi, hai người này luôn là người đầu tiên được mời. Họ ồn ào, náo nhiệt và tràn đầy năng lượng, cặp đôi sôi nổi này không thích gì hơn là được chơi đùa với nhau. Nhưng cặp song sinh luôn sát cánh bên nhau trong những lúc khó khăn, nên khi Người Nông Dân cần tìm, họ luôn cố gắng hết sức để giúp đỡ.
- Người nông dân (lồng tiếng bởi John Sparkes) là một người đàn ông đeo kính, hói đầu, điều hành trang trại với Bitzer ở bên cạnh và đóng vai trò là kẻ thù chính của đàn cừu nếu không cố ý. Mối quan tâm chính của người chăn nuôi của anh là đảm bảo anh hoàn toàn không biết gì về sự khôn ngoan bất thường của chúng, một nhiệm vụ trở nên dễ dàng hơn nhờ bản tính thông thường, không tinh ý của anh nhưng lại phức tạp bởi sự nhiệt tình của anh trong việc tìm kiếm những sở thích mới. Có thể nghe thấy anh thường xuyên tạo ra những tiếng động không lời, nói vô nghĩa hoặc lẩm bẩm trong hơi thở chỉ đủ nghe để người xem hiểu được ý của anh. Những nỗ lực hẹn hò tai hại của anh là một trò đùa của bộ phim. Trong bộ phim năm 2015, anh được những người không biết danh tính gọi là Ngài X. Trong tập "Karma Farmer", người ta tiết lộ rằng người nông dân có anh/em song sinh.
- Nhóm Lợn nghịch ngợm (hiệu ứng giọng bởi John Sparkes và Justin Fletcher) là những kẻ bắt nạt Shaun và bầy đàn của anh, luôn cố gắng chống lại họ và khiến họ gặp rắc rối. Họ sống trong chuồng riêng cạnh trang trại của họ. Tuy nhiên, họ sợ Bitzer (mặc dù họ vẫn tận dụng cơ hội để bắt nạt anh bất cứ khi nào có thể). Chúng giao tiếp bằng tiếng kêu (tiếng càu nhàu) và tiếng kêu như lợn thật.
- Pidsley (hiệu ứng giọng bởi Justin Fletcher) là chú mèo màu cam của Người nông dân, một nhân vật phụ (không có lông) trong phần 1 và là nhân vật phản diện chính của phần 2, người tạo ra lần xuất hiện cuối cùng trong "We Wish Ewe a Merry Christmas". Trong phần 2, anh mong muốn trở thành người duy nhất nhận được sự chú ý của Người nông dân và do đó ghen tị với Bitzer. Anh cũng không thích những con cừu, coi chúng là những kẻ ngu ngốc và coi chúng là những kẻ thấp kém. Anh giao tiếp thông qua tiếng meo meo, tiếng kêu và tiếng gừ gừ như một con mèo thực sự.

### Khác
- Mower Mouth (hiệu ứng giọng bởi Justin Fletcher) là chú dê xuất hiện lần đầu trong tập phim cùng tên. Anh là một cỗ máy ăn uống không thể ngăn cản. Mặc dù không phải là một nhân vật không thân thiện nhưng toàn bộ năng lượng đáng kể của anh đều tập trung vào bữa ăn tiếp theo, do đó anh thường xuyên gây rắc rối cho Shaun và cả đàn.
- Bò đực (hiệu ứng giọng bởi Richard Webber) hiếu chiến, mạnh mẽ và dễ bị kích động bởi những trò hề của Shaun và màu đỏ. Anh xuất hiện lần đầu trong tập phim "The Bull".
- Vịt xuất hiện thường xuyên.  Trong phần 1, một chú vịt rơi vào tình thế khó khăn do chiến công của Shaun trong tập "Off the Baa!", "Bathtime" và "Tidy Up". Đôi khi, anh được nhìn thấy cùng với những người bạn gái của mình. Trong phần 2 có hai chú vịt. Trong phần 3, chúng một lần nữa được thay thế bằng một con vịt trắng thuần khiết.
- Người ngoài hành tinh xuất hiện trong tập "The Visitor", "Shaun Encounters", "Caught Short Alien" và "Cat Got Your Brain" và một đoạn ngắn trong tập "Spring Lamb". Chúng có màu xanh lục và có một con mắt lớn trên đỉnh đầu. Mặc dù công nghệ khoa học tiên tiến thường gây rắc rối cho động vật trong trang trại, nhưng chúng vẫn thể hiện hành vi giống con người và nói chung là tính cách vui vẻ.
- Bà ngoại là một bà già nóng tính, thiển cận, xuất hiện trong tập "Take Away" và "Save the Tree". Bà cũng xuất hiện trong tập "Two's Company", cầm một chiếc xe đẩy và tập "The Big Chase", buộc những con lợn phải cho bà đi nhờ trong xe hơi của chúng. Bà nổi tiếng vì đã đánh người (hoặc động vật) bằng túi xách của mình khi họ vô tình làm phiền bà.
- Người giao Pizza là một chàng trai trẻ lái mô tô (mà Bitzer thường "mượn" để đuổi theo đàn cừu) và làm việc tại tiệm bánh pizza địa phương. Anh cũng làm người đưa thư trong tập "Saturday Night Shaun".
- Bạn gái của Người nông dân xuất hiện lần đầu tiên trong phần 2. Cô tỏ ra là người thích phiêu lưu và yêu động vật, vỗ về Bitzer và Shaun và đưa thức ăn cho Timmy.
- Cháu gái của Người nông dân xuất hiện trong tập "The Farmer's Niece" (và cũng là tập đầu tiên của cô), "Bitzer's New Hat" và "The Rabbit". Cô tỏ ra là một người hâm mộ ngựa và chọc tức Shaun, Bitzer và bầy đàn.  Cháu gái của Người nông dân cũng là một đứa trẻ hư hỏng, cô la hét và rên rỉ mỗi khi mọi thứ không như ý mình. Cô cũng là một trong số ít người biết đàn cừu đang làm gì.

## Sản xuất
Loạt phim được sản xuất bởi Aardman Animations và được ủy quyền bởi BBC và Westdeutscher Rundfunk (WDR), một thành viên cấu thành của tập đoàn các tổ chức phát thanh công cộng của Đức, ARD. Đã được phát sóng trên các kênh BBC ở Vương quốc Anh kể từ năm 2007.
Mỗi tập phim dài bảy phút được quay hoàn toàn theo phong cách hoạt hình tĩnh vật đặc biệt của Aardman. Giọng điệu hài hước là sự kết hợp giữa trò hề và phim hài không lời nói cổ điển, tương tự như giọng điệu được sử dụng trong phim ngắn Wallace và Gromit. Không giống như các phim khác do Aardman Animations thực hiện, loạt phim này bị hạn chế ở khả năng thực hiện nhiều đoạn hội thoại, thậm chí không phải từ các nhân vật con người, ngoại trừ một vài tiếng càu nhàu, kêu be be, sủa, gầm gừ, chỉ tay, thở dài, lẩm bẩm, v.v. những biến tố không lời, được dùng để biểu thị tâm trạng hoặc động cơ của nhân vật.  Do đó, phim cũng không bao giờ sử dụng bất kỳ từ nào có thể đọc được trong bất kỳ tập nào, mặc dù "Blitzer" có thể được nhìn thấy trên bát dành cho chó—và trong phần 4—"Mossy Bottom Farm" trên một cánh cổng, trong chuỗi tiêu đề gốc tiếng Anh. Tất cả các biển báo khác, chẳng hạn như trên hộp pizza hoặc trạm xe buýt, được thay thế bằng những dòng chữ và hình ảnh nguệch ngoạc khó đọc.
Lần xuất hiện đầu tiên của Chú cừu Shaun là trong phim ngắn thứ ba của Wallace và Gromit, bộ phim A Close Shave đoạt giải Giải thưởng Academy. Với tư cách là thành viên trẻ nhất trong một đàn cừu, Wallace  và Gromit nỗ lực cứu Shaun khỏi bị biến thành thức ăn cho chó. Anh được đặt tên là Shaun như một cách chơi chữ của từ "cắt ngắn" sau khi anh ta vô tình phải sử dụng máy cắt lông cừu tự động của Wallace. Phiên bản đầu tiên này của Shaun cho thấy một chút về sự dũng cảm giống con người đặc trưng của anh — trong số những điều khác, việc mặc một chiếc áo len dệt kim từ chính sợi len cắt ngắn của chính anh, chứng tỏ là một trợ giúp lớn trong việc cứu thế giới.
Ở cuối đoạn ngắn này, người ta thấy Shaun đang sống cùng bộ đôi. Shaun sau đó xuất hiện ngắn gọn trong tập "Shopper 13" của loạt web "Cracking Contraptions" của Wallace & Gromit. Không có lời giải thích chính thức nào được đưa ra về việc đàn cừu được chuyển đến trang trại.
Mặc dù loạt phim gốc không có tiếng ngoài hiệu ứng âm thanh, nhưng phiên bản lồng tiếng Hindi được thấy trên Nickelodeon Ấn Độ đã được làm lại với kịch bản và lời thoại.
Phần thứ sáu được ủy quyền bởi Netflix.

## Lồng tiếng và phát sóng quốc tế
Tiếng Afrikaans – gọi là Shaun die Skaap, và phát sóng trên SABC Children.
 Albania – Đang phát sóng trên RTSH Fëmijë.
Tiếng Ả Rập – Được phát sóng trên MBC 3 và Jeem TV.
 Armenia – Phiên bản lồng tiếng cùng tên, phát sóng trên Shant TV.
 Áo – Đã đổi tên tiêu đề thành Shaun das Schaf (là một trong những tiêu đề chính của bộ phim) và phát sóng trên ORF.
 Azerbaijan – Đổi tên thành Quzu Şon, phát sóng trên ARB Gunesh. 

Tiếng Basque – Được gọi là Shaun Ardixota và phát sóng trên ETB 3.
 Bosnia và Herzegovina – Được gọi là 'Ovčica Šoni' và phát sóng trên BHT 1.
 Brasil – Được gọi là Shaun, o Carneiro và phát sóng trên TV Cultura và Universal TV.
 Canada – Bản gốc Canada của BBC Kids đã phát sóng bộ phim này cùng với Knowledge Kids. Kể từ ngày 1 tháng 1 năm 2019, phim được phát sóng độc quyền trên Knowledge Kids.
 Trung Quốc – Trong các phần nói tiếng Quảng Đông của Trung Quốc, bộ phim được phát sóng trên TVB Pearl.
 Catalonia – Được gọi là El Xai Shaun và chủ yếu phát sóng trên Super3.
 Croatia – Được gọi là Janko Strižić và được phát sóng trên RTL Play, RTL Kockica, HRT 2, Netflix (loạt phim đã được chuyển sang phần thứ sáu), HBO, HBO 2 và HBO GO.
 Cộng hòa Séc – Được gọi là Ovečka Shaun, được phát sóng trên ČT1, ČT2 và ČT :D.
 Đan Mạch – Được gọi là F cho Får và phát sóng trên DR1 và DR Ramasjang.
 Estonia – Được gọi là Lammas Shaun và phát sóng trên Nickelodeon, Nick Jr., Ketnet và Zappelen.
 Phần Lan – Được gọi là Late Lammas (Late Lamb), và phát sóng trên Yle TV2.
 Pháp – Được gọi là Shaun le Mouton và phát sóng trên TF1, France 3, France 5 và Boomerang.
 Galicia – Cộng đồng nói tiếng Galicia đổi tên phim thành O Cordero Shaun (đừng nhầm với Shaun el Cordero) và phát sóng trên tvG2.
 Đức – Đã đổi tên tiêu đề thành Shaun das Schaf (là một trong những tiêu đề chính của bộ phim) và phát sóng trên KiKA cũng như nhiều kênh WDR  .
 Hy Lạp – Phát sóng trên Star Channel (đừng nhầm với kênh truyền hình Mỹ Latinh trước đây gọi là phiên bản Mỹ Latinh của Fox).
 Hungary – Được gọi là Shaun, a bárány và phát sóng trên Cartoon Network, M2, RTL+ và RTL 2.
 Iceland – Được gọi là Hrúturinn Hreinn.
 Indonesia – Có cùng tựa đề với tựa tiếng Anh và bài hát chủ đề của chương trình có kết thúc khác nhau và được phát sóng trên MNCTV, RTV.
 Iran – Đổi tên thành بره ناقلا (Bar'reh-ye- Naaqolaa, lit. The Playful Lamb), và phát sóng trên IRIB TV2 và IRIB Pooya & Nahal
 Israel – Phát sóng trên Hop! và Kan Educational.
 Ý – Được gọi là Shaun, vita da pecora (còn được gọi là Shaun la Pecora), và phát sóng trên Rai YoYo, Rai Gulp và Rai 2, mặc dù bản lồng tiếng sau hiện có thể được xem trực tuyến trên YouTube trong kênh Fun Video.
 Nhật Bản – Được phát sóng trên NHK.
 Myanmar – Được phát sóng trên Canal + Pu Tu Tue.
Tiếng Kurdge – Được gọi là 'Shaunê Kavir, được phát sóng trên Zavok TV và Niga Kids.
Mỹ Latinh – Được gọi là Shaun el Cordero, phát sóng trên Pakapaka và Once TV.
 Latvia – Được gọi là Auniņa Šona piedzīvojumi và phát sóng trên TV3 và TV6.
Tiếng Mandarin – Phát sóng trên CCTV-14.  Trong tiếng Malta, được lồng tiếng là In-nagħaġ Shaun, phim được phát sóng trên One.
 Hà Lan – Đài truyền hình công cộng NTR phát sóng Shaun het Schaap trên chương trình dành cho trẻ em Zappelin
 Na Uy – Được lồng tiếng là Sauen Shaun
Tiếng Ba Tư – Phát sóng trên IRIB Nahal.
 Bồ Đào Nha – Được gọi là Ovelha Choné, được phát sóng trên RTP2 và sau đó là Canal Panda.
 Romania – Được gọi là Mielul Shaun và phát sóng trên Prima TV.
 Nga – Được gọi là Барашек Шон và phát sóng trên 2X2.
 Scotland – Được gọi là Seonaidh và phát sóng trên BBC Scotland
 Serbia – Được gọi là 'Ovčica Šone' và phát sóng trên Prva TV.
Tiếng Sinhala – Phát sóng trên Hiru TV. Trong tiếng Slovak, được gọi là Velesá Farma và phát sóng trên RTVS1.  Trong tiếng Slovenia, được gọi là Bacek Jon.
 Hàn Quốc – Phát sóng trên EBS.
 Tây Ban Nha – Được gọi là La Oveja Shaun và được phát sóng trên Clan và Canal Panda.
 Thụy Điển – Được gọi là Fåret Shaun và phát sóng trên SVT Barn.
 Thái Lan – Phát sóng trên ThaiPBS.
 Thổ Nhĩ Kỳ – Bộ phim có tên Koyun Shaun và được phát sóng trên MinikaGO.
 Việt Nam – Phát sóng trên Disney Channel trước khi bị rút khỏi lịch phát sóng của kênh.
Tiếng Zaza – Được gọi là Shauno Kavir và phát sóng trên Zarok TV.

## Các tập phim
Hai phần đầu tiên bao gồm 40 tập, mỗi tập dài bảy phút và 20 tập ở phần thứ ba. Phần thứ tư ra mắt vào ngày 3 tháng 2 năm 2014. Phần thứ năm được phát sóng trên ABC Australia vào tháng 1 năm 2016. Một loạt phim ngắn 3D dài 15 phút đã được phát hành trên dịch vụ video của Nintendo cho Nintendo 3DS từ tháng 3 đến tháng 6 năm 2012. Loạt phim ngắn Nintendo được phát hành vào đầu năm 2016 trên kênh Youtube Shaun the Sheep chính thức với tên gọi "Mossy Bottom Farm Shorts". Một loạt phim ngắn khác gồm 21 tập có chủ đề thể thao dài 1 phút, có tên Championsheeps, được phát sóng trên CBBC vào mùa hè năm 2012.
| Mùa | Mùa      | Số tập   | Số tập   | Phát hành gốc        | Phát hành gốc        | Phát hành gốc |
| Mùa | Mùa      | Số tập   | Số tập   | Phát hành lần đầu    | Phát hành lần cuối   | Network       |
| --- | -------- | -------- | -------- | -------------------- | -------------------- | ------------- |
|     | 1        | 40       | 40       | 5 tháng 3 năm 2007   | 14 tháng 9 năm 2007  | CBBC          |
|     | 2        | 40       | 40       | 23 tháng 11 năm 2009 | 17 tháng 12 năm 2010 | CBBC          |
|     | 3        | 20       | 20       | 26 tháng 11 năm 2012 | 20 tháng 12 năm 2012 | CBBC          |
|     | 4        | 30       | 30       | 4 tháng 2 năm 2013   | 13 tháng 9 năm 2013  | CBBC          |
|     | 5        | 20       | 20       | 5 tháng 9 năm 2016   | 18 tháng 11 năm 2016 | CBBC          |
|     | 6        | 20       | 20       | 16 tháng 3 năm 2020  | 16 tháng 3 năm 2020  | Netflix       |
|     | Đặc biệt | Đặc biệt | Đặc biệt | 26 tháng 12 năm 2015 | 3 tháng 12 năm 2021  | BBC, Netflix  |

### Các tập đặc biệt
Một tập đặc biệt dài nửa giờ dựa trên loạt phim truyền hình, có tựa đề Chú cừu Shaun: Lạc đà siêu quậy, được công chiếu lần đầu trên BBC One vào Boxing Day năm 2015.
Tập đặc biệt thứ hai cũng kéo dài nửa giờ có tựa đề Shaun the Sheep: A Winter's Tale được sản xuất vào cuối năm 2020 và phát sóng vào dịp lễ Giáng sinh năm 2021 trên BBC One. Vào ngày 23 tháng 8, được tiết lộ sẽ ra mắt vào ngày 3 tháng 12 với tựa đề Shaun the Sheep: The Flight Before Christmas, sau đó được phát sóng vào đêm Giáng sinh trên BBC One.
Ở Đức, Chú cừu Shaun là một phần của "Die Sendung mit der Maus", một bộ phim truyền hình nổi tiếng dành cho trẻ em của Đài truyền hình Đức. Người tạo ra Die Sendung mit der Maus cũng là một trong những công ty sản xuất Chú cừu Shaun.

### Netflix và phần thứ sáu
Vào ngày 19 tháng 2 năm 2020, có thông tin cho rằng phần thứ sáu của Chú cừu Shaun, có phụ đề Adventures from Mossy Bottom, đã được phát hành trên Netflix vào ngày 16 tháng 3 năm 2020 tại Tây Ban Nha, Ba Lan, Thổ Nhĩ Kỳ và UAE.  Ngoài ra, nó còn được phát hành ở Vương quốc Anh, Hoa Kỳ, Canada, Úc và Mỹ Latinh vào ngày 17 tháng 3 năm 2020
Adventures from Mossy Bottom có phiên bản điện tử mới của chủ đề, chuỗi tập giới thiệu mới và giới thiệu các nhân vật mới bao gồm một con sóc siêu nhanh tên là Stash, người hàng xóm ưa thích Nông dân Ben và chú chó Lexi của anh, và cô giao hàng Rita.

## Đón nhận
Các bài đánh giá về loạt phim luôn tích cực.  Harry Venning của The Stage nhận thấy "tính cách quyến rũ và hoạt hình tuyệt vời. Tất cả những điều này thậm chí còn chưa đề cập đến mức độ hài hước và hài hước tuyệt vời của kịch bản." The Guardian lưu ý rằng loạt phim "đánh vào mắt nhóm tuổi từ 4 đến 7 tuổi." Nhà sản xuất loạt phim Gareth Owen cho biết độ tuổi là "4 đến 7, mặc dù trên thực tế, độ tuổi là từ 4 đến 87", vì loạt phim này phổ biến ở mọi nhóm tuổi khác nhau. Charles Arthur đã viết "phong cách Aardman cổ điển khiến tôi bật cười."

### Giải thưởng
| Giải thưởng và đề cử | Giải thưởng và đề cử              | Giải thưởng và đề cử                 | Giải thưởng và đề cử                              | Giải thưởng và đề cử | Giải thưởng và đề cử |
| Năm                  | Giải thưởng                       | Hạng mục                             | Người nhận và người được đề cử                    | Kết quả              | Tham khảo            |
| -------------------- | --------------------------------- | ------------------------------------ | ------------------------------------------------- | -------------------- | -------------------- |
| 2007                 | British Academy Children's Awards | Animation                            | Julie Lockhart, Chris Sadler, Richard Goleszowski | Đề cử                | [ 23 ]               |
| 2008                 | British Academy Children's Awards | Animation                            | Julie Lockhart, Richard Goleszowski               | Đề cử                | [ 24 ]               |
| 2008                 | International Emmy Awards         | Best Children & Young People Program | Chú cừu Shaun                                     | Đoạt giải            | [ 25 ]               |
| 2010                 | British Academy Children's Awards | Animation                            | Gareth Owen, Richard Webber, Chris Sadler         | Đoạt giải            | [ 26 ]               |
| 2010                 | International Emmy Awards         | Best Children & Young People Program | Chú cừu Shaun                                     | Đoạt giải            | [ 27 ]               |
| 2014                 | British Academy Children's Awards | Animation                            | Richard Starzak, Jay Grace, John Woolley          | Đoạt giải            | [ 28 ]               |
| 2015                 | British Academy Children's Awards | Animation                            | John Woolley, Steve Box, Lee Wilton               | Đề cử                | [ 29 ]               |
| 2016                 | British Academy Children's Awards | Animation                            | "Chú cừu Shaun: Lạc đà siêu quậy"                 | Đề cử                | [ 30 ]               |
| 2016                 | International Emmy Awards         | Kids: Animation                      | "Chú cừu Shaun: Lạc đà siêu quậy"                 | Đoạt giải            | [ 31 ]               |
| 2017                 | British Academy Children's Awards | Animation                            | Will Becher, John Woolley, Richard Starzak        | Đề cử                | [ 32 ]               |
| 2021                 | International Emmy Awards         | Kids: Animation                      | "Shaun the Sheep: Adventures from Mossy Bottom"   | Đoạt giải            |                      |
| 2021                 | International Emmy Awards         | Kids: Animation                      | "Shaun the Sheep: The Flight Before Christmas"    | Đoạt giải            | [ 33 ]               |

## Spin-off
Có kế hoạch chuyển thể thành anime vào năm 2008 nhưng đã bị hủy bỏ, Larry Bundy Jr. đã sản xuất một loạt thiết kế nhân vật cho phần ngoại truyện.

### Chuyện của cừu Timmy
Năm 2009, Aardman Animations phát hành loạt phim Chuyện của cừu Timmy, một loạt phim spin-off trên CBeebies nhắm đến trẻ mẫu giáo. Phim tập trung vào những cuộc phiêu lưu của chính của Timmy khi cậu lần đầu tiên đến nhà trẻ và học cách tương tác và chơi đùa với nhiều bạn động vật nhỏ tuổi.

## Phương tiện truyền thông khác

### Phim điện ảnh
Aardman đã phát triển một bộ phim điện ảnh Cừu quê ra phố, được viết kịch bản và đạo diễn bởi Richard Starzak và Mark Burton, được tài trợ bởi StudioCanal của Pháp, và được phát hành vào ngày 6 tháng 2 năm 2015. Phim nhận được đánh giá rất tích cực từ giới phê bình. Trang tổng hợp đánh giá Rotten Tomatoes báo cáo rằng 99% nhà phê bình đánh giá tích cực về bộ phim. Phim mở màn với 3,2 triệu đô la Mỹ ở Anh và thu về 22 triệu đô la Mỹ ở Anh và 106 triệu đô la Mỹ trên toàn thế giới.
Vào ngày 18 tháng 10 năm 2019, StudioCanal và Aardman đã phát hành phần tiếp theo có tựa đề Shaun the Sheep Movie: Người bạn ngoài hành tinh.

### Phim truyền hình
Vào tháng 10 năm 2023, Shout! đã công bố bộ Blu-Ray của Shaun The Sheep: The Complete Series, phát hành vào ngày 12 tháng 12 năm 2023.

### Trò chơi điện tử
Vào ngày 16 tháng 6 năm 2008, D3 Publisher của Mỹ, trước đó đã phát hành một trò chơi dựa trên bộ phim năm 2006 của Aardman, Flushed Away, đã thông báo rằng họ cũng sẽ phát hành một trò chơi điện tử dựa trên cuộc phiêu lưu của Shaun. Trò chơi Shaun the Sheep được phát triển bởi Art Co., Ltd dành riêng cho Nintendo DS và được phát hành vào mùa thu năm 2008.
Trò chơi thứ hai dành cho Nintendo DS, có tựa đề Shaun the Sheep: Off His Head, được phát hành vào ngày 23 tháng 10 năm 2009, độc quyền ở châu Âu.
Trang web Shaun the Sheep cũng là nơi có một số trò chơi dựa trên Flash, bao gồm Home Sheep Home, cũng có sẵn tại iOS App Store cho iPhone, iPod Touch và iPad vào tháng 4 năm 2011. Phần tiếp theo, Home Sheep Home 2, được phát hành vào tháng 12 năm 2011 cho Windows PC, iPhone, iPod Touch và iPad. Được phát hành trên nền tảng phân phối kỹ thuật số Steam cho Windows PC vào tháng 2 năm 2014. Vào tháng 3 năm 2012, bản phát hành iOS đã được cập nhật với một chương mới có tựa đề  The Pirates! In an Adventure With Sheep để quảng bá cho bộ phim sắp ra mắt của Aardman, The Pirates! In an Adventure with Scientists!.
Vào tháng 6 năm 2016, một khóa học sự kiện có tên  Shaun's Mossy Mole Mischief, đã được phát hành trên Super Mario Maker, cùng với trang phục của Shaun.
Một trò chơi có tên Home Sheep Home: Farmageddon Party Edition được phát hành vào tháng 10 năm 2019 cho Nintendo Switch và PC, ngay sau tựa game tương tự Shaun the Sheep Movie: Người bạn ngoài hành tinh. Sau đó nó được phát hành cho hệ máy PlayStation và Xbox vào năm 2023. Trò chơi bao gồm các bản sửa lại được hỗ trợ nhiều người chơi của Home Sheep Home và Home Sheep Home 2, cũng như tuyển tập các minigame nhiều người chơi mới dựa trên các sự kiện của bộ phim. Phiên bản PC được phát hành dưới dạng bản cập nhật cho cổng PC hiện có của Home Sheep Home 2.
Các nhân vật của Chú cừu Shaun xuất hiện trong The Sandbox, một trò chơi thế giới mở 3D dựa trên NFT.
Vào năm 2021, Chú cừu Shaun đã được thêm vào RollerCoaster Tycoon Touch.

### Nhà hát
Vào ngày 9 tháng 3 năm 2011, Shaun the Sheep đã ra mắt nhà hát trực tiếp trong Shaun's Big Show. Chương trình ca múa nhạc dài 100 phút (1 giờ 40 phút) có sự góp mặt của tất cả các nhân vật thông thường, bao gồm Bitzer, Shirley và Timmy.
Năm 2015, Shaun đóng vai chính trong kịch câm Bạch Tuyết và bảy chú lùn tại nhà hát Bristol Hippodrome.

## Khuyến mại
Vào ngày 26 tháng 9 năm 2013, Liên đoàn bóng bầu dục quốc tế và Aardman Animations thông báo rằng Shaun và các nhân vật khác trong loạt phim sẽ được sử dụng trong một chương trình buôn bán nhằm quảng bá Giải vô địch bóng bầu dục thế giới 2015 cho trẻ em.
Năm 2015, Chú cừu Shaun xuất hiện với tư cách là gương mặt đại diện cho sáng kiến "Holidays at Home are Great". Trong quảng cáo, nhìn thấy Người nông dân đi xa, Shaun và cả đàn quyết định có kỳ nghỉ riêng vòng quanh Vương quốc Anh trước khi Người nông dân quay trở lại.
Vào tháng 8 năm 2022, Cơ quan Vũ trụ Châu Âu thông báo rằng Shaun sẽ bay trên sứ mệnh phóng tên lửa Artemis 1 được phóng vào ngày 16 tháng 11 năm 2022. Shaun quay trở lại Trái Đất vào ngày 11 tháng 12 khi viên nang Orion quay trở lại bầu khí quyển và lao xuống.
Vào tháng 5 năm 2023, Natural England và Aardman Animations đã phát động một chiến dịch mới về nông thôn, với Chú cừu Shaun là gương mặt đại diện cho chiến dịch cố gắng khuyến khích thanh niên và trẻ em "tôn trọng, bảo vệ và tận hưởng" vùng nông thôn.

## Điểm tham quan

### Shaun in the City
Vào năm 2015, Chú cừu Shaun đã tham gia hai hoạt động nghệ thuật từ thiện công cộng nhằm quyên tiền cho trẻ em bị bệnh tại các bệnh viện trên khắp Vương quốc Anh. Được tổ chức bởi Tổ chức Trẻ em của Wallace và Gromit phối hợp với Aardman, Shaun in the City đã chứng kiến 50 nghệ sĩ khổng lồ và tác phẩm điêu khắc được trang trí bởi người nổi tiếng về Shaun xuất hiện ở London vào mùa xuân trước khi 70 tác phẩm khác xuất hiện ở Bristol trong suốt mùa hè. Tất cả 120 tác phẩm điêu khắc đã được bán đấu giá vào tháng 10 năm 2015, quyên góp được 1.087.900 bảng Anh cho Wallace & Gromit's Grand Appeal và Tổ chức từ thiện cho trẻ em của Wallace và Gromit.

### Shaun the Sheep Land
Khu cưỡi ngựa Chú cừu Shaun, có tên Fåret Shaun Land đã được khai trương tại Skånes Djurpark ở Thụy Điển vào đầu Mùa hè năm 2016.

### Shaun the Sheep Experience
Vào năm 2015, một điểm tham quan dành cho gia đình dựa trên Chú cừu Shaun, được gọi là "Shaun the Sheep Experience" đã mở tại Lands End, được đổi tên thành "Lamb's End" trong suốt thời gian thu hút. Có các bộ, mô hình và nhân vật gốc từ nhiều tác phẩm của Aardman.  Sử dụng công nghệ màn hình xanh, khách có thể "đóng vai chính" trong một cảnh trong phim, cũng như gặp gỡ các nhân vật khác trong các phim của Aardman bao gồm Wallace và Gromit và Morph.

### Shaun the Sheep: Championsheeps
Vào năm 2021, Aardman đã công bố ra mắt trải nghiệm trò chơi nhập vai kéo dài 30 phút tại các địa điểm Electric Gamebox ở London, Manchester Arndale và Lakeside, Essex.

## Home media

### DVD: Khu vực 2 (Vương quốc Anh)
Các DVD phát hành từ năm 2007 đến năm 2011 đều do 2Entertain phát hành. DVD từ năm 2014 đến năm 2018 được phát hành bởi StudioCanal. DVD từ năm 2024 trở đi được phát hành bởi Dazzler Media của Spirit Entertainment.
| Tên DVD | Số tập                       | Ngày phát hành                                           |
| --- | ---------------------------- | -------------------------------------------------------- |
| Shaun the Sheep: Shape Up With Shaun (8 Baa...rilliant Adventures!)                                                                      | 8                            | 17 tháng 9 năm 2007; Phát hành lại: 23 tháng 7 năm 2018  |
| Shaun the Sheep: Off The Baa! (8 Woolly Adventures!)                                                                                     | 8                            | 5 tháng 11 năm 2007; Phát hành lại: 23 tháng 7 năm 2018  |
| Shaun the Sheep: The Box Set! (Includes Shape Up With Shaun (8 Baa...rilliant Adventures!) and Off The Baa! (8 Woolly Adventures!) DVDs) | 16                           | 5 tháng 11 năm 2007                                      |
| Shaun the Sheep: Saturday Night Shaun (Fleece Is The Word!)                                                                              | 8                            | 10 tháng 3 năm 2008; Phát hành lại: 23 tháng 7 năm 2018  |
| Shaun the Sheep: Abracadabra | 8                            | 20 tháng 10 năm 2008; Phát hành lại: 23 tháng 7 năm 2018 |
| Shaun the Sheep: Wash Day | 8                            | 17 tháng 11 năm 2008; Phát hành lại: 23 tháng 7 năm 2018 |
| Shaun the Sheep: Triple Pack (Includes Saturday Night Shaun (Fleece Is The Word!), Abracadabra and Wash Day DVDs)                        | 24                           | 17 tháng 11 năm 2008                                     |
| Shaun the Sheep: The Complete First Series                                                                                               | 40                           | 17 tháng 11 năm 2008                                     |
| Shaun the Sheep: Spring Lamb | 8                            | 29 tháng 3 năm 2010                                      |
| Shaun the Sheep: Two's Company | 8                            | 6 tháng 9 năm 2010                                       |
| Shaun the Sheep: Party Animals | 8                            | 8 tháng 11 năm 2010                                      |
| Shaun the Sheep: The Gift Set (Includes 3 DVDs: Spring Lamb, Two's Company, and Party Animals)                                           | 24                           | 8 tháng 11 năm 2010                                      |
| Shaun the Sheep: The Big Chase | 8                            | 4 tháng 4 năm 2011                                       |
| Shaun the Sheep: We Wish Ewe A Merry Christmas                                                                                           | 8                            | 3 tháng 10 năm 2011                                      |
| Shaun the Sheep: The Complete Second Series                                                                                              | 40                           | 3 tháng 10 năm 2011                                      |
| Shaun the Sheep: Spring Cleaning | 10                           | 7 tháng 4 năm 2014                                       |
| Shaun the Sheep: Shear Heat | 10                           | 21 tháng 7 năm 2014                                      |
| Shaun the Sheep: Christmas Bleatings | 10                           | 3 tháng 11 năm 2014                                      |
| Shaun the Sheep: Flock To The Floor | 10                           | 26 tháng 1 năm 2015                                      |
| Shaun the Sheep: Picture Perfect | 10                           | 30 tháng 3 năm 2015                                      |
| Shaun the Sheep Movie (limited edition with championship shorts)                                                                         | 1 phim điện ảnh              | 1 tháng 6 năm 2015                                       |
| Shaun the Sheep: Complete Series 3 & 4 Boxset                                                                                            | 50                           | 24 tháng 10 năm 2015                                     |
| Shaun the Sheep: The Farmer's Llamas | 1 tập đặc biệt + 15 tập ngắn | 8 tháng 2 năm 2016                                       |
| Shaun the Sheep: Pizza Party | 10                           | 13 tháng 2 năm 2017                                      |
| Shaun the Sheep: Spoilsport | 10                           | 10 tháng 4 năm 2017                                      |
| Shaun the Sheep: 10 Years (Episodes Re-Release)                                                                                          | 10                           | 12 tháng 2 năm 2018                                      |
| Shaun The Sheep: The Complete Series | 170 + 36 tập ngắn            | Cuối năm 2024                                            |
| Shaun the Sheep: The Flight Before Christmas                                                                                             | 1 tập đặc biệt               | Cuối năm 2024                                            |

### DVD: Khu vực 1 (Hoa Kỳ)
DVD của loạt phim này tại Hoa Kỳ được phát hành bởi HIT Entertainment và được phân phối bởi Lionsgate Home Entertainment.  Bản phát hành cuối cùng ở Hoa Kỳ do Lionsgate tự phát hành.
- Off the Baa! (11 tháng 11 năm 2008): Off The Baa! / Timmy In A Tizzy / Buzz Off Bees / Mower Mouth / Fleeced / Shaun Shoots The Sheep / Mountains Out Of Molehills
- Back in the Ba-a-ath (10 tháng 2 năm 2009): Shape Up with Shaun / Bathtime / Fetching / Take Away / Still Life / Scrumping / Stick With Me / The Kite
- Sheep on the Loose (9 tháng 6 năm 2009): Sheep on the Loose / Saturday Night Shaun / Tidy Up / Shaun the Farmer / Camping Chaos / If You Can't Stand the Heat
- Little Sheep of Horrors (1 tháng 9 năm 2009): Little Sheep of Horrors / Abracadabra / Things That Go Bump / Heavy Metal Shaun / Troublesome Tractor / Sheepwalking
- A Wooly Good Time (16 tháng 2 năm 2010): Washday / Tooth Fairy / The Farmer's Niece / Snore-Worn Shaun / Helping Hound / Big Top Timmy
- One Giant Leap for Lambkind (8 tháng 6 năm 2010): Shaun Encounters / The Bull / Hiccups / Bitzer Puts His Foot In It / Save The Tree / The Visitor
- Party Animals (7 tháng 9 năm 2010): Party Animals / Double Trouble / Hair Today, Gone Tomorrow / Pig Swill Fly / Operation Pidsley / Shaun Goes Potty / Strictly No Dancing
- Shaun the Sheep: Season 1 (19 tháng 10 năm 2010, Full Screen;[65] 24 November 2015, widescreen [66])
- Spring Shena-a-anigans (25 tháng 1 năm 2011): Spring Lamb / Supersize Timmy / Bagpipe Buddy / Cheetah Cheater / Lock Out / Draw the Line / Ewe've Been Framed
- The Big Chase (19 tháng 4 năm 2011): The Big Chase / Bitzer from the Black Lagoon / Zebra Ducks of the Serengeti / Bitzer's Basic Training / The Magpie / The Boat / Hide and Squeak
- Animal Antics (26 July 2011): Foxy Laddie / Whistleblower / Frantic Romantic / Who's the Caddy / Everything Must Go / In the Doghouse / Cock-a-Doodle Shaun
- We Wish Ewe A Merry Christmas (18 October 2011) We Wish Ewe a Merry Christmas / Snowed In / Fireside Favorite / An Ill Wind / Bitzer's New Hat / Chip Off the Old Block / Shirley Whirley
- Shaun the Sheep: Season 2 (15 tháng 11 năm 2011) (màn ảnh rộng)[67]
- Shear Madness (17 tháng 4 năm 2012): Pig Trouble / Sheepless Nights / Party Animals / Cat's Got Your Brain / Two's Company / What's Up, Dog! / Draw the Line
- Shaun the Sheep: Seasons 3 & 4 (7 tháng 2 năm 2017) (màn ảnh rộng)

Một bộ Blu-ray series hoàn chỉnh, có tựa đề Shaun The Sheep: The Complete Series, được phát hành vào ngày 12 tháng 12 năm 2023.

### DVD: Khu vực 4 (Úc)
DVD của loạt phim tại Úc được phát hành bởi ABC DVD và phân phối bởi Roadshow Entertainment.
| Tên DVD                | Ngày phát hành       |
| ---------------------- | -------------------- |
| Complete Series 1      | 4 tháng 11 năm 2015  |
| Complete Series 2      | 4 tháng 11 năm 2015  |
| Complete Series 3      | 2 tháng 11 năm 2016  |
| Complete Series 4      | 6 tháng 6 năm 2018   |
| Complete Series 5      | 6 tháng 6 năm 2018   |
| Complete Series Boxset | 30 tháng 10 năm 2019 |

### DVD: Khu vực 4 (Ấn Độ)
| Tên DVD                | Ngày phát hành       |
| ---------------------- | -------------------- |
| Complete Series 1      | 4 tháng 11 năm 2013  |
| Complete Series 2      | 7 tháng 10 năm 2015  |
| Complete Series 3      | 2 tháng 11 năm 2015  |
| Complete Series 4      | 6 tháng 6 năm 2018   |
| Complete Series 5      | 4 tháng 8 năm 2019   |
| Complete Series Boxset | 13 tháng 10 năm 2020 |

### Đĩa Blu-ray

#### Khu vực A: (Hồng Kông, Nhật Bản)
Các bản phát hành home media được phân phối bởi Panorama Corporation ở Hồng Kông và Walt Disney Studios Japan ở Nhật Bản, với các bản phát hành trước đó dưới nhãn hiệu Thư viện Bảo tàng Ghibli của sau này.
- Shaun the Sheep – Series 1 (Vol 1 & 2) (Hồng Kông)
- Shaun the Sheep – Series 1 (Vol 3 & 4) (Hồng Kông)
- Shaun the Sheep – Series 2 (Vol 1 & 2) (Hồng Kông)
- Shaun the Sheep – Series 2 (Vol 3 & 4) (Hồng Kông)
- Shaun the Sheep – Series 3 (Hồng Kông)
- Shaun the Sheep – Season 1, Part 1 (Nhật Bản)[75]
- Shaun the Sheep – Season 1, Part 2 (Nhật Bản)[75]
- Shaun the Sheep – Season 2, Part 1 (Nhật Bản)[76]
- Shaun the Sheep – Season 2, Part 2 (Nhật Bản)[76]
- Shaun the Sheep – Season 3 (Nhật Bản)[77]
- Shaun the Sheep – Season 4, Part 1 (Nhật Bản)[78]
- Shaun the Sheep – Season 4, Part 2 (Nhật Bản)[78]
- Shaun the Sheep – Season 5 (Nhật Bản)[79]
- Shaun the Sheep – Season 6 (Nhật Bản)[80]

#### Khu vực B (Châu Âu)
- Shaun das Schaf – Special Edition 2 (complete Series 2) (Đức, 25 tháng 3 năm 2011) (màn ảnh rộng 16:9)
- Shaun das Schaf – Special Edition 3 (complete Series 3) (Đức, 5 tháng 11 năm 2013) (màn ảnh rộng 16:9)
- Shaun das Schaf – Special Edition 4 (complete Series 4) (Đức, 5 tháng 11 năm 2015) (màn ảnh rộng 16:9)
- Shaun das Schaf – Die Lamas des Farmers (Đức, 10 tháng 3 năm 2016) (màn ảnh rộng 16:9)
- Shaun das Schaf – Special Edition 5 (complete Series 5) (Đức, 8 tháng 3 năm 2018) (màn ảnh rộng 16:9)

#### Khu vực B (Vương quốc Anh)
- Shaun The Sheep: The Complete Series (Vương quốc Anh, 2024) (màn ảnh rộng 16:9)